# Ertuğrul Şakar
Ertuğrul Şakar (* 25. August 1977 in Sivas, Türkei) ist ein türkischer Schauspieler.

## Leben
Şakar wurde in Sivas geboren, wo er auch die Grundschule und die Gesamtschule besuchte. Das Gymnasium absolvierte er in Eskişehir. Anschließend studierte Şakar in Ankara an der Hacettepe-Universität. Neben seiner Tätigkeit als Schauspieler in türkischen Serien und Filmen unterrichtet Şakar als Lehrbeauftragter an der Hacettepe-Universität und bietet Wahlkurse in Diktion und Theater an. Außerdem ist er als Schauspieler am Staatstheater in Ankara beschäftigt.
Den Durchbruch als Schauspieler erlangte Şakar in der Rolle des Celil Keskin, auch Kordon Celil genannt, in der türkischen Serie Şefkat Tepe. Serien und Filme, in denen Ertuğrul Şakar ebenfalls gespielt hat, sind: Dördüncü Osman (3. Folge) in der Rolle des "Naci", Eyvah Halam in der Rolle des "Seyfi" und eine Nebenrolle im Film Tombala. Darüber hinaus hatte er mehrere Auftritte in Werbung und Kurzfilmen.

## Filmografie

### Serien
- Eyvah Halam
- Dördüncü Osman
- Şefkat Tepe
- Tal der Wölfe – Hinterhalt (Kurtlar Vadisi Pusu)

### Film
- Tombala

### Kurzfilm
- Posta
- Error

## Theaterauftritt
- Japon Kuklası